# スペースコンボイ
スペースコンボイ (SPACE CONVOY) は、アリイ（有井製作所、現・マイクロエース）が1978年頃に発売していたSFキャラクター/ロボットプラモデルのシリーズである。

## 概要
1977年に公開され日本でも大ヒットとなった映画『スターウォーズ』の人気に便乗し、1975年頃から販売していた「合体ロボシリーズ」や「UFO基地軍団」といったロボットプラモデルの頭部パーツのみをスターウォーズのキャラクター風に変更したパーツに差し替え（パーツ変更は一部の商品のみ）、パッケージをそれらしいものに変更するなどして販売された。
「宇宙スーパーコンボイ」や「宇宙ブラックロボ」といったグループごとに、4種類のプラモデルを1セットにして販売する手法が取られていた。
1980年代に入るとガンダムブーム/ガンプラブームに便乗した商品シリーズ『太陽系戦隊 ガルダン』の販売が始まり、スペースコンボイシリーズとして販売されていたプラモデルも再度パッケージを変更し、ガルダンシリーズの商品として販売された。

## ラインナップ

### 宇宙スーパーコンボイ
- 宇宙防衛隊 - ハーロック
- 宇宙防衛隊 - スーパーアポロン
- 宇宙防衛隊 - スコーピオン
- 宇宙防衛隊 - ジュピターP3

ジュピターP3はスターウォーズに登場する「C-3PO」を、スーパーアポロンは日本製SF映画『宇宙からのメッセージ』に登場する「ベバ2号」参考にしたと思われるデザインである。

### 宇宙ブラックロボ
- ガルマイヤー軍団 - ガルマイヤー総督
- ガルマイヤー軍団 - デスターコマンド
- ガルマイヤー軍団 - ゴンザリオ
- ガルマイヤー軍団 - ドロ・アーミーX

ガルマイヤー総督はスターウォーズに登場する「ダースベイダー」を、デスターコマンドは「ストームトルーパー」を、ゴンザリオは「タスケン・レイダー」を、ドロ・アーミーXはビス種族の「フィグリン・ダン」を、それぞれ参考にしたと思われるデザインである。

### 宇宙コンピューターロボ
- 宇宙防衛隊 - R-1
- 宇宙防衛隊 - R-2
- 宇宙防衛隊 - R-3
- 宇宙防衛隊 - R-4

宇宙コンピューターロボは全てスターウォーズに登場する「R2-D2」を参考にしたと思われるデザインで、従来のロボットプラモデルシリーズからの流用ではなく新規に製作されたものであり、「UFO基地軍団」でラインナップされていた「コンピューターロボ」とは異なるものである。

### 宇宙ロボ
- 宇宙防衛軍 - マグナムMN-2
- 宇宙防衛軍 - ラリヤードRY-3
- 宇宙防衛軍 - ランダムRD-4
- 宇宙防衛軍 - アンドロメーダAM-5

宇宙ロボシリーズはいずれも合体ロボシリーズからの流用で、後に太陽系戦隊 ガルダンの主役ロボとしても販売された。